# Livio Magoni
Livio Magoni (* August 1963 in Selvino, Bergamo) ist ein italienischer Alpinskitrainer. Nach Stationen im italienischen Skiverband erlangte er vor allem als Betreuer der erfolgreichen Skirennläuferinnen Tina Maze und Petra Vlhová nachhaltige Bekanntheit. Seine jüngere Schwester ist die Slalom-Olympiasiegerin von 1984, Paoletta Magoni.

## Biografie
Livio Magoni stammt aus dem lombardischen Tourismusort Selvino. Seine jüngere Schwester Paoletta gewann 1984 die olympische Goldmedaille im Slalom. Sein Bruder Oscar war als Fußballspieler zwischen 1985 und 2005 für Vereine wie Atalanta Bergamo und SSC Neapel aktiv. Er hat einen Sohn namens Elias.

### Tina Maze

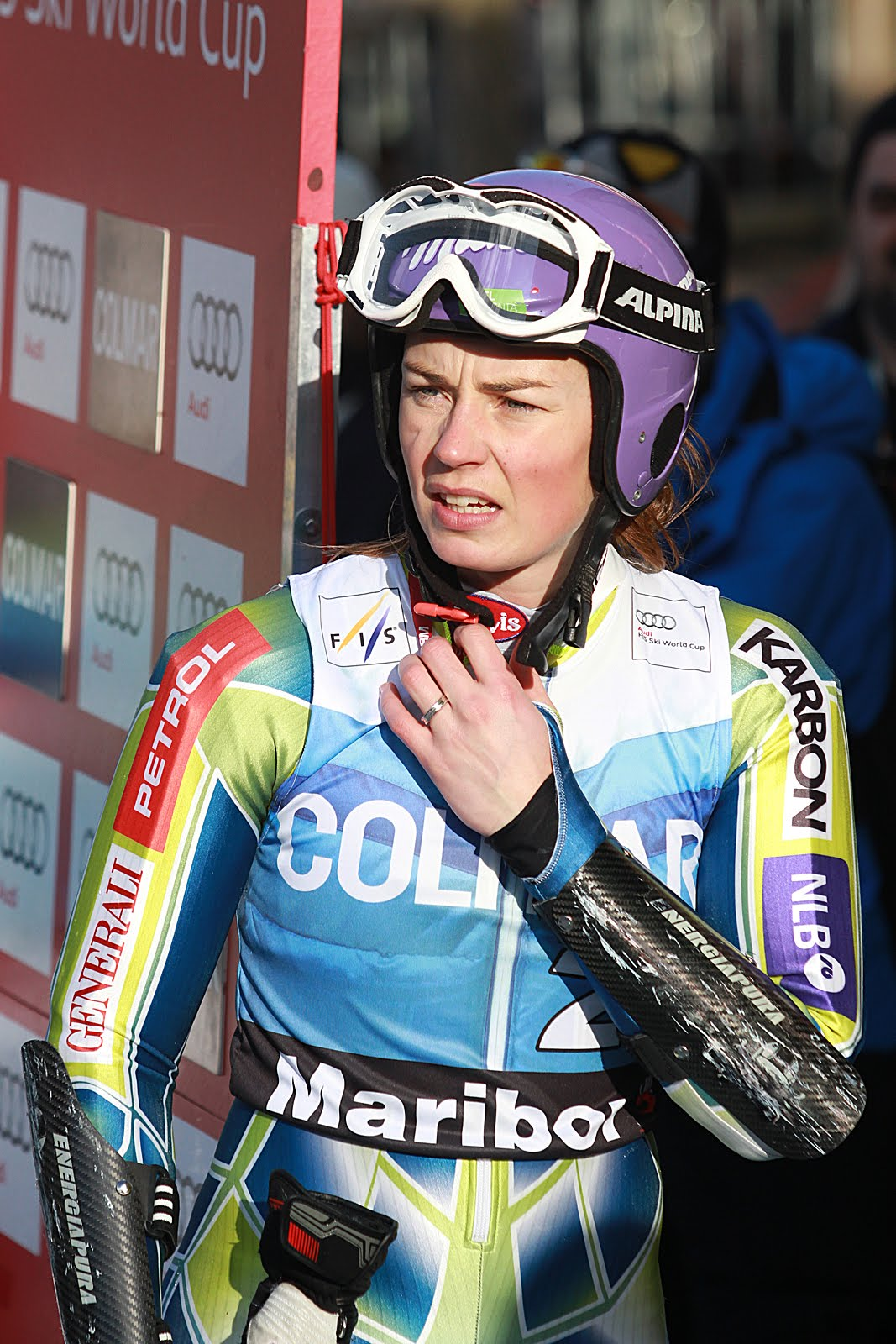
Tina Maze (2011)

Zu Beginn der 2000er Jahre war Magoni beim italienischen Skiverband als Trainer für das B-Kader angestellt und bereitete unter anderem die Schwestern Elena und Nadia Fanchini auf die Heimweltmeisterschaft 2005 in Bormio vor. Danach arbeitete er für die Nationalmannschaften von Polen und Monaco, ohne jedoch nennenswerte Erfolge zu erzielen. Ab dem Weltcup-Winter 2008/09 gehörte er als Trainer zum privaten, abseits des slowenischen Verbandes aufgestellten, Team von Tina Maze. Unter seiner Trainerschaft entwickelte sich Maze zu einer vollwertigen Allrounderin und gewann unter anderem zwei Weltmeistertitel (Riesenslalom 2011, Super-G 2013) und den Gesamtweltcup. Nach der Saison 2012/13, in der Maze mit 2414 Punkten einen neuen Rekord erzielt hatte, beendete Magoni das Engagement für die Slowenin und wechselte zurück zum italienischen Verband. Angebote anderer Spitzenläuferinnen wie Mikaela Shiffrin soll er abgelehnt haben.

### Italien und Petra Vlhová
Nachdem er zwei Winter erfolgreich Nachwuchshoffnungen wie Marta Bassino und Federica Sosio als Techniktrainer betreut hatte, wurde sein Vertrag nicht verlängert. Etablierte Athletinnen hatten sich angeblich beschwert, er würde sie „zu hart“ trainieren lassen. In der Saison 2015/16 arbeitete er als Trainer für das IST, ein internationales Skiteam, das die Nationalmannschaften Lettlands und Estlands unterstützt. Daneben war er für den toskanischen Verband und in der Entwicklung für den slowenischen Skihersteller Elan tätig.
Anfang Mai 2016 wurde bekannt, dass Magoni einen Einjahresvertrag als Individualtrainer der 21-jährigen slowakischen Weltcup-Siegerin Petra Vlhová unterschrieben hatte. Nachdem sich die Slalomspezialistin vor allem im Riesenslalom stark verbessert hatte, verlängerte sie die Zusammenarbeit mit dem Italiener. In den folgenden Jahren gewann sie unter Magonis Obhut neben mehreren Weltcup-Rennen 2019 in Åre die erste slowakische Goldmedaille bei alpinen Skiweltmeisterschaften (Riesenslalom), 2020 zwei kleine Kristallkugeln (Slalom, Parallelrennen) sowie 2021 den Gesamtweltcup. Hinsichtlich der Olympischen Spiele in Peking unterschrieb er erstmals einen Zweijahresvertrag. Im April 2021 löste Vlhová den Vertrag vorzeitig auf.

### Weitere Engagements
Im Hinblick auf die Olympischen Spiele 2022 übernahm Magoni eine Stelle als Techniktrainer im slowenischen Skiverband und betreute in dieser Funktion Athletinnen wie Ana Bucik, Meta Hrovat, Tina Robnik und Andreja Slokar. Nach nur einer Saison wechselte er zum ÖSV, wo er sich vorrangig um Katharina Liensberger kümmerte. Nach Kritik an den Leistungen seines Schützlings beendete er Ende Januar 2023 die Zusammenarbeit vorzeitig.
Einige Monate später übernahm er die sportliche Betreuung der Slalomspezialistin Martina Dubovská.

## Kontroversen
La Gazzetta dello Sport berichtete im Januar 2020 darüber, dass Magoni Trainingsläufe von Petra Vlhovás US-amerikanischer Rivalin Mikaela Shiffrin filmen lässt. Während Magoni das Vorgehen verteidigte und damit begründete, auf diese Weise viel von der Konkurrentin lernen zu können, zeigte sich Shiffrin frustriert. Wenngleich es nicht verboten ist, in Skigebieten Videos sportlicher Mitstreiter aufzunehmen, stilisierten verschiedene Medien die Geschichte zum Skandal hoch und bezeichneten die Methode als „Spionage“.
Ende März 2021 bezeichnete Magoni seinen Schützling Petra Vlhová in einem Interview mit dem Corriere della Sera als „Bügeleisen“, wohingegen seine Landsfrauen Marta Bassino, Federica Brignone und Sofia Goggia „Diamanten“ seien. Außerdem kritisierte er ihre Familie als „ignorant“. Wenig später beendete Vlhová die Zusammenarbeit mit ihm.